# مافيا إسرائيلية

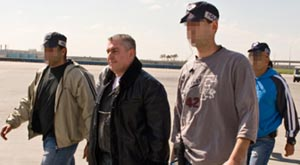
زئيف روزنشتاين، يرافقه عملاء فيدراليين في طريقه من إسرائيل إلى المحاكمة في الولايات المتحدة الأمريكية

المافيا الإسرائيلية (بالعبرية: מאפיה ישראלית أو ארגוני פשע בישראל) هو مصطلح عام يشير لجماعات الجريمة المنظمة العاملة في إسرائيل والصعيد الدولي. ويزعم أن هناك 16 أسرة إجرامية تعمل في إسرائيل، منها خمس مجموعات رئيسية نشطة على الصعيد الوطني، و11 منظمة أصغر.
ومن بين أبرز العائلات في الجريمة المنظمة للمافيا الإسرائيلية وجود ستة عائلات مغربية يهودية وثلاث عائلات عربية. وقد قتل العديد من رؤساء وأفراد جماعات الجريمة بالإضافة لأخرين اعتقلوا في السجون.